# Christian 2. af Anhalt-Bernburg
Fyrst Christian 2. af Anhalt-Bernburg (tysk: Christian II., Fürst von Anhalt-Bernburg; 11. august 1599 – 22. september 1656) var fyrste af det tyske fyrstendømme Anhalt-Bernburg fra 1630 til sin død i 1656.
Han var søn af sin forgænger fyrst Christian 1. Han giftede sig i 1625 med sin kusine prinsesse Eleonora Sophie af Slesvig-Holsten-Sønderborg, datter af hertug Hans den Yngre og barnebarn af kong Christian 3. af Danmark. Fyrst Christian 2. blev efterfulgt af sin ældste overlevende søn, Viktor 1. Amadeus.

## Eksterne links
- Wikimedia Commons har flere filer relateret til Christian 2. af Anhalt-Bernburg
- Slægten Askaniens officielle hjemmeside Arkiveret 21. august 2018 hos  Wayback Machine

| Christian 2.Huset AskanienFødt: 11. august 1599 Død: 22. september 1656 |                                       |                                  |
| Titler som regent                                                       |                                       |                                  |
| Foregående: Christian 1.                                                | Fyrste af Anhalt-Bernburg 1630 – 1656 | Efterfølgende: Viktor 1. Amadeus |